# Симеон I
Симеон I или Симеон Велики (864. или 865—927) био је бугарски кнез и цар (893—927).
Многи историчари га сматрају највећим владаром у бугарској историји.
Васпитан је у Цариграду, а претворио се у највећег непријатеља Византије. Мислио је да се Византијско царство одржало више вештином, него снагом, па се у њему створила амбиција да га замени.
Искористио је слабљење Византије и освојио подручја Тракије и Македонију и дошао до Коринтског залива. Опседао је Цариград, а са Византијом је водио сталну борбу око превласти над Србијом, коју је коначно остварио 925. године сечом српских жупана. Исте године је напао и Хрватску због подршке Србима, али је кнез Томислав (910—928) одбио његове нападе.
Охрабрен успесима Симеон се прогласио 925. за цара Бугара и Грка, а бугарску архиепископију са центром у Дрстеру је уздигао на ранг патријаршије.
Након његове смрти (27. маја 927. године), наследио га је син Петар I Бугарски.

## Детињство и младост
Симеон је рођен 864. или 865. године. Био је син бугарског кнеза Бориса I., владара из династије Крум. Током владавине кнеза Бориса, Бугарска је покрштена (865. године). Симеон је читавог свог живота био хришћанин. Старији Симеонов брат Владимир био је одређен да наследи оца. Симеон је, због тога, предодређен за високог свештеника, евентуално бугарског архиепископа. Послат је на Универзитет у Цариграду да добије свештеничко образовање са тринаест или четрнаест година. Узео је име Симеон током боравка у цариградском манастиру. Период од 878. до 888. провео је у византијској престоници, стекао добро образовање и учио реторику Демостена и Аристотела. Такође је научио и грчки језик, те га византијске хронике називају полугрком.
Од 888. године Симеон је поново у Бугарској. Настанио се у краљевском манастиру у Преславу. где је, под вођством Наума Преславског, ангажован у преводу верских књига са грчког на старословенски језик. Владимир је, у међувремену, наследио свога оца који се повукао у манастир. Владимир је покушао да поврати паганску религију и склопио је савез са Арнулфом Карантинским, немачким владарем. Тиме је приморао Бориса да поново уђе у политички живот. Борис је збацио Владимира са престола, ослепео га и утамничио. Затим је свога сина Симеона прогласио новим владарем Бугарске. То је учињено на сабору у Преславу. Том приликом је старобугарски језик проглашен јединим званичним језиком државе и цркве. Бугарска престоница пренета је из Плиске у Преслав. Није познато због чега је Борис поставио Симеона, а не свог другог, старијег сина, Гаврила, на бугарски престо.

## Први рат са Византијом
Доласком Симеона на власт, дуготрајан мир, кога је његов отац Борис склопио са византијским царем Михаилом, ближио се крају. Сукоб је избио када је византијски цар Лав VI Мудри, наводно под притиском своје љубавнице Зоје и њеног оца Стилијаноса Зауцеса, пренео државну царину из Цариграда у Солун. Тиме је угрозио трговачке интересе Бугарске јер је царина била виша. Трговци су тражили заштиту од Симеона који је упутио протест Лаву VI. Међутим, византијски цар игнорисао је Симеонове протесте. То је био повод за избијање византијско-бугарског рата.
У јесен 894. године Симеон напада Византију са севера где су му Византинци пружили слаб отпор. Већина византијске војске ангажована је на истоку Анадолије у рату са Арабљанима. Војска коју је Лав послао на Симеона је одлучујуће поражена у Македонији. Бугари су побили многе архонте и византијске команданте. Међутим, даље напредовање ка Цариграду спречила је инвазија Мађара. Симеон је принуђен да брзо повуче своје трупе из Византије и брани северну границу. Касније је овај сукоб назван "првим трговинским ратом у средњовековној Европи" од стране бугарских историчара.
Византинци склапају савез са Мађарима против Бугара обећавајући им превоз преко Дунава византијском морнарицом. Лав VI је, могуће, склопио савез и са Арнулфом Карантинским како би се осигурао да Франци неће подржати Бугаре против Византије. Истовремено је талентовани војсковођа Нићифор Фока опозван из јужне Италије како би се супротставио Бугарима. Несвестан опасности са севера, Симеон је пошао у сусрет Нићифору. Две војске се, међутим, нису сукобиле већ је Лав VI понудио Симеону мир. Симеон није веровао Лаву већ је ухапсио изасланика и наредио да се речни пролази затворе конопцима и ланцима док се не обрачуна са Фоком. Два сукоба са Мађарима на северу резултирали су бугарским поразима. Симеон је приморан да се повуче у Силистру. Након пљачке бугарских територија, Мађари се повлаче ка северу Симеон је, претходно, закључио примирје са Византијом (лето 895). Сам мир није потписан јер је Лав VI тражио ослобађање заробљеника из трговинског рата.

## Рат са Мађарима и мањи сукоби са Византијом
Након закључења мира са Византијом, Симеон је остао слободан да планира кампању против Мађара да би им се осветио за раније поразе. Византијског цара Лава затворио је како би одложио ослобађање заробљеника. Закључио је савез са Печењезима, источним суседима Мађара. Као повод за рат Симеон је искористио угарску инвазију на суседне словенске земље 896. године. Нашао се на челу коалиције против Мађара. У бици на јужном Бугу нанео им је велики пораз и приморао их да заувек напусте планове о походима на Бугарску и да се населе у Панонију. Након завршетка рата са Мађарима, Симеон је ослободио византијске заробљенике у замену за бугарске.
Под изговором да Лав VI није ослободио све заробљенике, Симеон предузима нов напад на Византију лета 896. године кренувши директно ка Цариграду. У Тракији се сукобио са омањом, на брзину састављеном, војском Византинаца и нанео им пораз код Бугарофигона. Лав VI је, на крају, ипак успео да одбије Бугаре који су доспели чак до Цариграда. Рат је завршен мировним споразумом који је формално трајао све до Лавове смрти 912. године. Византија је пристала на обавезу плаћања данка Бугарима и уступила им простор од Црног мора и Странџе до Бугарског царства. У међувремену је Симеон наметнуо свој ауторитет Србији пружајући подршку српском владару Петру Гојниковићу.
Симеон је мир са Византијом често кршио и освајао је делове византијске територије у неколико наврата. Бугари 904. године освајају и пљачкају Солун, други по величини град у Византијском царству. Освајање града олакшала је претходна пљачка од стране Арабљана потпомогнутим грчким гусарем Лавом од Триполија. Лав VI приморан је на нове уступке. Уговором из 904. године уступио је Бугарима територије данашње јужне Македоније и јужне Албаније. Гранична линија протезала се око 20 km северно од Солуна.

## Царска титула
Нов повод за рат против Византије пружила је Симеону смрт Лава VI (11. мај 912.) и долазак његовог малолетног сина Константина VII на власт. Уместо њега је као регент владао стриц Александар (Лавов брат) који је протерао Лавову супругу Зоју у манастир. На пролеће 913. године, Симеонови изасланици стигли су у Цариград како би обновили мир из 896. године. Александар их је отерао и одбио да плати данак позивајући Симеона да се припреми за рат.
Међутим, Александар није стигао да ратује са Симеоном. Умро је 6. јуна 913. године остављајући власт регентском савету на челу са Николом Мистиком. Многи Византинци нису прихватили Константина за цара већ су подржали претендента Константина Дуку. То је резултирало избијањем побуне у јужној Италији која је, заједно са наступајућом арапском инвазијом у источној Анадолији, ишла Симеону на руку. Никола Мистик је покушао да преговорима одложи Симеонов напад, али су све молбе одбијене. Крајем јула или почетком августа Симеон напада Византију и без икаквог озбиљног отпора стиже до Цариграда.
Анархија у Цариграду престала је након убиства Константина Дуке. Одмах је формирана влада на челу са патријархом Николом на челу. Никола је позвао Симеона на мировне преговоре. Симеон прекида опсаду. Дуги преговори резултирали су исплатом заосталих византијских дугова Бугарима и обећањем да ће се Константин VII оженити Симеоновом ћерком. Међутим, најважнија одредба мировног споразума је признавање Симеона за цара од стране патријарха.
Убрзо након Симеоновог одласка, Константин VII вратио је мајку Зоју из манастира. Зоја је успела да фебруара 914. године преузме власт уклонивши патријарха Николу из владе. Мир са Симеоном је прекинут. Симеон је напао Тракију лета 914. године и освојио Једрене. Зоја Симеону шаље поклоне како би га приволела да пристане на мир и Византинцима уступи Једрене. Наредних година Симеон је своју војску ангажовао око Драча и Солуна, али није постигао значајније успехе. Зоја склапа мир са Абасидским калифатом, а настоји да склопи споразуме и са Печенезима, Србима и Мађарима како би они Бугаре напали са леђа. Ове намере су осујећене захваљујући Симеоновој дипломатској вештини.

## Анхијал и Катасиртаи
Године 917. византијска војска креће на север у две групе: једна под генералом Леоном Фоком Старијим, а друга под Романом Лакапином. Фокина војска се улогорила на обали крај древне тврђаве Анхијал, а Симеон је своју војску улогорио на висоравни око тврђаве. Коњичку резерву сакрио је иза брда. Намерно је ојачао крила, а ослабио центар како би намамио Византијце у клопку. Бугари односе победу у бици која је уследила. Највећи део византијске војске је убијен, међу њима и адмирал Константин Липс. Фока се успео спасити. Византијски војсковођа Леон Фока успева да се спасе и морем стиже у Цариград где окупља последње византијске трупе којима организује одбрану од Бугара. Две војске се састају код села Катасиртаи. Византинци су поново одлучно поражени. Бугари стижу до византијске престонице. Зоја је пристала на Симеонове захтеве да уђе у град и крунише се за „цара Бугара и Римљана“, али је одбила да заручи свога сина Константина Симеоновој кћери. Коначан обрачун спречио је устанак Срба због кога се Симеон морао повући назад на запад.

## Рат са Србима и последње борбе са Византијом
Након завршетка рата са Византијом, Симеон је намеравао да казни српског владара Петра Гојниковића који је покушао да га изда склапајући савез са Зојом. Симеон шаље двојицу својих команданата, Теодора Сигрицу и Мармаиса у Србију. Бугари су Петра позвали на мировни састанак који би требало изгладити сукобе. Петар Гојниковић је на превару заробљен, свезан и одведен пред Симеона који га је утамничио. Гојниковић је остатак живота провео у тамници. Нови српски кнез постао је Павле Брановић кога је поставио Симеон. Тиме је, на неко време, обновљен утицај Бугарске на Србију.
У међувремену долази до промене на византијском престолу. Зоју је заменио адмирал Роман Лакапин који је постао савладар малолетног Константина. Убрзо је, међутим, Константина прогласио за савладара, а себе за византијског цара. Био је то повод Симеону да покрене нов рат. Између 920. и 923. године Симеон преко Тесалије допире до Коринтске превлаке, на истоку до Тракије и Дарданела и предузима опсаду Лампсака. Симеонове снаге појавиле су се пред Цариградом 921. године након освајања Једрена и победе код Пегае. Византинци су, у међувремену, поново покушали да побуне Србију, али је Павле Брановић замењен Захаријом Прибислављевићем. Симеон је склопио савез и са фатимидским калифом Абдулах ел Махди Билахом који му је обезбедио флоту за напад на Цариград. Међутим, византија склапа мир са Арабљанима чиме је савез Бугарске и Фатимида окончан.
У Србији Захарија диже побуну против Симеона. Подржан је од стране многих Бугара исцрпљених Симеоновим бескрајним кампањама против Византије. Симеон је у Србију послао Сигрицу и Мармаиса. Међутим, бугарска војска је доживела катастрофални пораз који је Симеона нагнао да закључи мир са Византијом и прикупи снаге за гушење српског устанка. Симеон шаље војску на челу са Чаславом Клонимировићем који је требало да замени Захарију (924). Захарије је избегао у Хрватску. Српски жупани позвани су у Бугарску да Чаславу положе заклетву. Сем постављања Часлава на власт, Бугари су заробили и побили жупане, а Србија је припојена Бугарској.
Лета 924. године Симеон је поново у Цариграду где преговара са патријархом и царем. Дана 9. септембра закључено је примирје према коме је одређен годишњи данак кога Византија треба плаћати Бугарској. Бугари су, за узврат, уступили Византинцима поједине освојене градове на црноморској обали.

## Рат са Хрватском
Након (или евентуално за време) смрти патријарха Николе (925. година), Симеон је Бугарску архиепископију уздигао на ранг патријаршије. Ово је вероватно повезано са Симеоновим преговорима са папом Јованом X између 924. и 926. године. Симеон је настојао да издејствује признавање своје царске титуле од стране папства.
Године 926. Симеонове трупе под вођством Алогоботура нападају Хрватску која је била савезник Византије. Војска хрватског краља Томислава нанела је Бугарима потпуни пораз на Босанским висоравнима. У страху од Симеонове одмазде, Томислав је прихватио да раскине савез са Византијом и успостави мир са Бугарима прихватајући status quo.

## Смрт
Последњих месеци живота, Симеон је планирао нову опсаду Цариграда. упркос Романових очајничких молби за мир. Симеон је умро 27. маја 927. године од срчаног удара у својој палати у Преславу. Наследио га је малолетни син Петар I уместо кога је, као регент, владао ујак Ђорђе Сурсувил. Петар је закључио мировни споразум са Византијом октобра исте године. Мир је утврђен династичким браком Петра и Романове праунуке Ирене Лакапин. Бугарској су признате границе и статус бугарске патријаршије.

## Култура и религија
Током Симеонове владавине, Бугарска је достигла свој културни врхунац. Постала је духовни центар словенске Европе. Симеон је наставио политику свога оца Бориса. Успостављао је и ширио словенску културу и привлачио научнике и писце у Бугарску у Преславску и Охридску књижевну школу које су основане током владавине Бориса. Највише резултате школе су постигле током Симеонове владавине.
Крај 9. и почетак 10. века представља најпродуктивнији период бугарске средњовековне књижевности. Рад Ћирила и Методија наставили су њихови ученици, Климент, Наум и Константин. Библија, дела Јована Златоусток, Василија из Цезареје, Кирила Александријског, Григорија Богослова, Атанасија Александријског и хроничара Јована Малала и Ђорђа Амартола, преведена су на бугарски језик. Током Симеонове владавине настала су и бугарска дела Јована Егзарха (Шестоднев), Константина Преславског и Црнорисца Храброг. Симеон је и сам дао допринос бугарској књижевности.
Нова бугарска престоница, Преслав, изграђена је у велелепни културни и верски центар Бугарске. У Преславу се налазило преко 20 цркава и манастира, импресиван краљевски двор и Златна црква. Развој бугарске уметности у периоду Симеона показује и керамичка икона Теодора Стратилата у преславском стилу.

## Породица
Симеон се женио два пута. Идентитет прве жене није познат. Са њом је имао сина Михаила. који је рођен пре 913. године. Он је искључен из наследства 927. године и послат у манастир. Умро је 931. године након покушаја подизања побуне против Симеоновог сина Петра. Са другом женом, ћерком утицајног Ђорђа Сурсувила, Симеон је имао три сина: Петра (који га је 927. године наследио на престолу и владао до 969. године), Ивана (који се побунио против Петра 928. године, а затим побегао у Византију). и Бењамина који је, према лангобардском историчару Лијутпранду Кремонском, "имао моћ да се претвори у вука и друге чудне животиње".
Симеон је имао и неколико кћери. Једна од њих удала се за Константина VII 913. године. Овај брак поништен је доласком на власт Константинове мајке Зоје.